# Tumidiclava pulchrinotum
Tumidiclava pulchrinotum är en stekelart som beskrevs av Girault 1911. Tumidiclava pulchrinotum ingår i släktet Tumidiclava och familjen hårstrimsteklar.
Artens utbredningsområde är Uruguay. Inga underarter finns listade i Catalogue of Life.